# Go (álbum)
Go é o décimo segundo álbum de estúdio da banda Newsboys, lançado a 31 de Outubro de 2006.
Foi o último disco com Phil Joel, sendo substituído por Paul Colman.[carece de fontes?]

## Faixas
1. "Wherever We Go" – 3:27
2. "Go (I Wanna Send You)" – 2:52
3. "Something Beautiful" – 3:51
4. "The Mission" – 3:40
5. "Let It All Come Out" – 4:20
6. "In Wonder" – 4:12
7. "Your Love Is Better Than Life" – 3:39
8. "I Am Free" – 3:36
9. "Secret Kingdom" – 3:21
10. "The Letter (One of a Kind)" – 3:22
11. "Gonna Be Alright" – 3:33
12. "I Am Free" (Ao vivo) – 7:05*
13. "Something to Believe In" – 3:22*
14. "City to City" – 3:54

## Tabelas
Álbum
| Tabela (2006)        | Posição |
| -------------------- | ------- |
| Billboard 200        | 51      |
| Top Christian Albums | 4       |

## Créditos
- Paul Colman - Guitarra, vocal
- Jeff Frankenstein - Teclados
- Peter Furler - Guitarra, bateria, vocal
- Phil Joel - Baixo, vocal
- Duncan Phillips - Percussão, bateria